# ビリアル定理
ビリアル定理（ビリアルていり、英: virial theorem）とは、多粒子系において、粒子が動き得る範囲が有限である場合に、古典力学、量子力学系のいずれにおいても成立する以下の関係式のことである。
{\displaystyle \left\langle K\right\rangle =\left\langle \sum _{i=1}^{N}{\mathbf {p} _{i}^{2} \over {2m_{i}}}\right\rangle =\sum _{i=1}^{N}\left\langle {\mathbf {p} _{i}^{2} \over {2m_{i}}}\right\rangle =-{1 \over 2}\sum _{i=1}^{N}\left\langle \mathbf {F} _{i}\cdot \mathbf {r} _{i}\right\rangle }
N は系の粒子数、K は系全体の運動エネルギー
{\displaystyle K=\sum _{i=1}^{N}{\mathbf {p} _{i}^{2} \over {2m_{i}}}}
で、pi は粒子 i の運動量、ri は粒子 i の位置座標、Fi は粒子 i に働く力、mi は粒子 i の質量である。〈·〉 は物理量の平均操作（ここでは長時間平均）を意味する。
粒子 i に働く力 Fi が、系全体のポテンシャルエネルギー V = V(r1, ..., rN) を用いて Fi = −∇ri V(r1, ..., ri, ..., rN) と表せるならば、ビリアル定理は、
{\displaystyle \left\langle K\right\rangle ={1 \over 2}\sum _{i=1}^{N}\left\langle \nabla _{\mathbf {r} _{i}}V\cdot \mathbf {r} _{i}\right\rangle }
という形で表せる。
ポテンシャルエネルギー V が中心力ポテンシャルで、粒子間の距離のn + 1乗に比例する形
{\displaystyle V(\mathbf {r} )=ar^{n+1}\quad (r=|\mathbf {r} |)}
で表せる(ここでべき指数は力の法則が{\displaystyle r^{n}}になるように選んだ)ならば、
{\displaystyle \left\langle K\right\rangle ={n+1 \over 2}\left\langle V\right\rangle }
となる。中心力が電磁気力や重力の場合を考えると、n = −2 であるから、
{\displaystyle \left\langle K\right\rangle =-{1 \over 2}\left\langle V\right\rangle }
となる。ビリアル定理から次のことが言える。
- 系全体の運動エネルギー K の時間平均は、系全体のポテンシャルエネルギー V の時間平均の −1/2 に等しい。

また、同等のこととして、
- 系全体のポテンシャルエネルギー V の時間平均は、系全体の全エネルギーの時間平均に等しい。

- 系全体の運動エネルギー K の時間平均と系全体の全エネルギーの時間平均を加えた物は 0。

ということが示される。
ビリアルとはラテン語で「力」という意味であり、ビリアル定理の名はそれに因む。ビリアル定理におけるビリアルとは、1870年にルドルフ・クラウジウスが導入した量で、各粒子の位置と運動量のドット積の総和 G = ∑i ri · pi によって定義される G を指す。

## 証明
古典力学系の場合のビリアル定理の証明。ビリアル
を時間で微分すると、
{\displaystyle {{dG} \over {dt}}=\sum _{i}{{d\mathbf {r} _{i}} \over {dt}}\cdot \mathbf {p} _{i}+\sum _{i}\mathbf {r} _{i}\cdot {{d\mathbf {p} _{i}} \over {dt}}=\sum _{i}{\mathbf {p} _{i} \over m_{i}}\cdot \mathbf {p} _{i}+\sum _{i}\mathbf {r} _{i}\cdot \mathbf {F} _{i}=2K+\sum _{i}\mathbf {r} _{i}\cdot \mathbf {F} _{i}}
より以下の関係が得られる。
この式の両辺を 0 から時間 t の範囲で積分して t で割り、t → ∞ の極限をとって長時間平均する。すると、粒子が動き得る範囲は有限なのでビリアル G も有限だから、左辺は 0 に収束する。
したがって、
{\displaystyle 0=2\left\langle K\right\rangle +\left\langle \sum _{i}\mathbf {r} _{i}\cdot \mathbf {F} _{i}\right\rangle }
つまり、ビリアル定理
を得る。
次に、ポテンシャルエネルギー V が中心力ポテンシャルで、粒子間の距離の n + 1 乗 (rn + 1) に比例する形、すなわち、系のポテンシャル V が各粒子対の相互作用の和
によって書き表される場合、粒子 i に働く力 Fi は、以下のように書ける。
ここで、
は、粒子 j から粒子 i に働く力である。これを、ビリアル定理の右辺に代入すると、以下のようになる。
和は i = 1, ..., N; j = 1, ..., N、i ≠ j の2重の和である。
この和を i > j と i < j に分け、
{\displaystyle \sum _{i\neq j}\mathbf {r} _{i}\cdot \mathbf {F} _{ji}=\sum _{i>j}\mathbf {r} _{i}\cdot \mathbf {F} _{ji}+\sum _{i<j}\mathbf {r} _{i}\cdot \mathbf {F} _{ji}}
第 2 項で添え字の入れ替えに対する反対称性 Fji = −Fij に注意すると、以下の様な形になる。
{\displaystyle =\sum _{i>j}\mathbf {r} _{i}\cdot \mathbf {F} _{ji}+\sum _{j<i}\mathbf {r} _{j}\cdot \mathbf {F} _{ij}=\sum _{i>j}\mathbf {r} _{i}\cdot \mathbf {F} _{ji}-\sum _{j<i}\mathbf {r} _{j}\cdot \mathbf {F} _{ji}=\sum _{i>j}(\mathbf {r} _{i}-\mathbf {r} _{j})\cdot \mathbf {F} _{ji}=-(n+1)V(\mathbf {r} _{1},\cdots ,\mathbf {r} _{N}).}
したがって、中心力ポテンシャルに関するビリアル定理は以下のようになる。

## 応用
ビリアル定理を太陽系や銀河を始めとする、非常に複雑な物理体系（重力多体系）に適用することにより、計算結果を簡素化することができるので非常に便利である。
また、ビリアル定理が成り立つ場合、次式から系の圧力を求めることができる。
{\displaystyle P={1 \over {3V}}(2\left\langle K\right\rangle +\sum _{i=1}^{N}\left\langle \mathbf {F} _{i}\cdot \mathbf {r} _{i}\right\rangle )}
ここで、P は圧力、V は系の体積である。気体分子運動論では上式から圧力を求める。

## 一般化
一般化されたビリアル定理を、超ビリアル定理 (hypervirial theorem) と言う。座標 r と共役運動量 P を考え、この 2 つの量を変数とした関数 W(r, P) を考える。この関数は、冒頭での粒子系と同様な境界条件の基で任意に選べるとする。ハミルトニアンを H として、ポアソン括弧（詳細はハミルトン力学を参照）の時間平均、
{\displaystyle \left\langle [W,H]\right\rangle =0}
となるのが古典的な超ビリアル定理である。量子力学では、上記交換子の基底状態における期待値がゼロとなる。
{\displaystyle \left\langle 0|[W,H]|0\right\rangle =0}
これが量子力学的な超ビリアル定理である。ここで、W として上記のビリアルをとる。すなわち、
{\displaystyle W=\mathbf {r} \cdot \mathbf {P} }
とすれば、通常のビリアル定理が導かれる。